# Nanling (Wuhu)
Der Kreis Nanling (chinesisch 南陵县, Pinyin Nánlíng Xiàn) ist ein Kreis der bezirksfreien Stadt Wuhu in der chinesischen Provinz Anhui. Er hat eine Fläche von 1.266 km² und zählt 420.000 Einwohner (Stand: Ende 2018). Sein Hauptort ist die Großgemeinde Jishan (籍山镇).
Die Stätten der Kupferbergwerke von Dagongshan und Fenghuangshan (Dagongshan – Fenghuangshan tongkuang yizhi 大工山—凤凰山铜矿遗址) und die Erdhügelgräber von Süd-Anhui (Wannan tudun muqun 皖南土墩墓群) aus der Zeit der Westlichen Zhou-Dynastie bis Frühlings- und Herbstperiode stehen auf der Liste der Denkmäler der Volksrepublik China.